# Бруњато
Бруњато (итал. Brugnato) је насеље у Италији у округу Ла Специја, региону Лигурија.
Према процени из 2011. у насељу је живело 1172 становника. Насеље се налази на надморској висини од 116 м.

## Становништво
| 1931. | 1936. | 1951. | 1961. | 1971. | 1981. | 1991. | 2001. | 2011. |
| ----- | ----- | ----- | ----- | ----- | ----- | ----- | ----- | ----- |
| 1.255 | 1.191 | 1.220 | 1.003 | 927   | 1.030 | 1.154 | 1.191 | 1.266 |